# Elaphoglossum xanthopodum
Elaphoglossum xanthopodum är en träjonväxtart som beskrevs av John T. Mickel. Elaphoglossum xanthopodum ingår i släktet Elaphoglossum och familjen Dryopteridaceae. Inga underarter finns listade.